# Brachycerasphora connectens
Brachycerasphora connectens is een spinnensoort in de taxonomische indeling van de hangmatspinnen (Linyphiidae).
Het dier behoort tot het geslacht Brachycerasphora. De wetenschappelijke naam van de soort werd voor het eerst geldig gepubliceerd in 1964 door J. Denis.